# Locomotive FCL 1-14
Le locomotive a vapore gruppo 1 ÷ 14 erano locotender a tre assi a vapore saturo e semplice espansione, alimentate a carbone, che la Mediterranea Calabro Lucane acquisì per il servizio sulle proprie linee a scartamento ridotto. 

## Storia
Ordinate alla Società Italiana Ernesto Breda per Costruzioni Meccaniche di Milano per i primi servizi sulla linea Bari-Altamura-Matera, all'apertura della linea ne erano state consegnate cinque. Durante la prima guerra mondiale ne furono consegnate altre cinque, mentre le ultime quattro unità furono consegnate nel 1918. Furono le prime macchine acquistate e inaugurarono molte tratte sulla maggior parte delle linee della rete tra cui sin dall'inizio la Bari-Altamura; furono poi assegnate tra l'altro alla linea Crotone-Petilia Policastro. 
Le unità uscite in peggiori condizioni dalla seconda guerra mondiale furono demolite nel 1947; le altre, accantonate negli anni sessanta, furono demolite nel 1977.

## Caratteristiche
Le locomotive erano a 3 assi accoppiati del tipo locotender con distribuzione Walschaerts. Erano dotate di freno Westinghouse rapido e moderabile e di freno a mano a vite. Furono utilizzate su varie linee ad aderenza naturale della rete MCL.

## Deposito locomotive di assegnazione
- Deposito locomotive di Bari FCL
- Deposito locomotive di Crotone: locomotive FCL 3, 4, 5, 8, 12.